# Ekaterinburg Mad Wolves
Le Ekaterinburg Mad Wolves sono la squadra di football americano femminile di Ekaterinburg, in Russia, fondata nel 2014.

## Dettaglio stagioni

### Tornei nazionali

#### Campionato

##### WLAF Russia
| Stagione | regular season | regular season | regular season | regular season | regular season | regular season | playoff | playoff | playoff | playoff | playoff | playoff      | playoff    |
|          | Vin            | Par            | Per            | Tot            | PF             | PS             | Vin     | Per     | Tot     | PF      | PS      | risultato    | avversaria |
| -------- | -------------- | -------------- | -------------- | -------------- | -------------- | -------------- | ------- | ------- | ------- | ------- | ------- | ------------ | ---------- |
| 2019     | 1              | 0              | 2              | 3              | 16             | 100            | -       | -       | -       | -       | -       | Terzo posto  | -          |
| 2021     | 0              | 0              | 4              | 4              | 12             | 170            | -       | -       | -       | -       | -       | Quinto posto | -          |
| Totale   | 1              | 0              | 6              | 7              | 28             | 270            | -       | -       | -       | -       | -       |              |            |

Fonti: Enciclopedia del Football - A cura di Roberto Mezzetti